# Ковалевская, Оксана Олеговна
Окса́на Оле́говна Ковале́вская (род. 6 мая 1983, Смиловичи, Белорусская ССР, СССР) — белорусская певица, солистка, основатель и автор песен белорусской поп-группы «Краски».

## Биография
Родилась 6 мая 1983 года в Смиловичах в семье педагогов.
С детства участвовала в конкурсах самодеятельности, окончила музыкальную школу, была победителем районных и областных музыкальных конкурсов, представляла Минскую область на конкурсе «Славянский базар в Витебске». После окончания 11 классов была приглашена в группу «Лето».
В начале 2001 года совместно с супругом Алексеем Вороновым основали группу «Краски». В октябре 2001 года в составе группы «Краски» начала тур из примерно 200 концертов по всей Белоруссии. В период с 2001 по 2004 год было выпущено 5 альбомов. Наиболее известными работами основным голосом Ковалевской в группе Краски считаются такие песни, как «Он не знает ничего», «Раз-два-три-четыре», «Оранжевое солнце», «Где-то далёко», «Старший брат» и др.
В 2006 году Ковалевская покинула группу «Краски».

### Личная жизнь
- Первый муж — Алексей Воронов (2001—2007 гг.), в совместном браке два сына[10]:
- Владимир Воронов (род. 26 августа 2001 г.)[11]
- Алексей Воронов (род. 18 мая 2007 г.)[12]

## Дискография

### Альбомы
Группа «Краски»
- Жёлтый альбом (Старший брат) (2002)
- Красный альбом (Я люблю тебя, Сергей!) (2003)
- Оранжевый альбом (Оранжевое солнце) (2003)
- Синий альбом (Весна) (2004)
- Фиолетовый альбом (Те, кто любит) (2004)

Соло
- Весна в сердце (2013)
- Будь со мной (2020)

### Синглы
Группа «Краски»
- Сегодня к маме я приехала домой (2001)
- Он не знает ничего (2002)
- Старший брат (2002)
- Мамочка моя (2003)
- Я люблю тебя, Сергей (2003)
- Оранжевое солнце (2003)
- Всего пятнадцать лет (2003)
- Старший брат 2 (2004)
- Весна (2004)
- Те, кто любит (с Андреем Губиным) (2004)
- Мальчик (2004)
- Не говори (2004)
- Я буду ждать (2004)
- Море (2005)
- Мальчик с открытки (2006)
- Поздно (2007)

Соло
- Ты для меня (2012)
- Игра без правил (2012)
- Оставь (2012)
- Я убегаю (2012)
- Гонка (2012)
- Твой след (feat Massfor) (2012)
- С Новым годом! (2013)
- Рай (2013)
- А девочке хочется (2013)
- Ты океан света (2013)
- Весна в сердце (2013)
- Без любви (2013)
- I’m Playing In Love (2013)
- О тебе (2013)
- Сердце-магнит (2014)
- Мир нам двоим (feat Massfor) (2014)
- Саша Ветер & Оксана Ковалевская — На высоте (2014)
- Прощай (2015)
- В платье белом (2015)
- Тимура Timbigfamily & Оксана Ковалевская — Бесконечность (2015)
- Ангел-А (2015)
- Я небо звёзд (2016)
- Будь со мной (2016)
- Другая (2017)
- Я знаю о чем ты молчишь (2017)
- Океаны (2017)
- Отражение (feat. V1NCENT) (2018)
- Синие глаза (2018)
- V1NCENT & Оксана Ковалевская — Будь со мной (2019)
- Девчонка (2019)
- Помада (2019)
- Позвони (Back to 90’s) (2019)
- Маме (2020)
- Девочка не плачь (feat. Andrey Toronto) (2020)
- Вайны (2021)
- Моменты (2021)
- Брат (2022)
- Любимый (2022)